# 秩父宮記念スポーツ博物館
秩父宮記念スポーツ博物館（ちちぶのみやきねんスポーツはくぶつかん）は、 独立行政法人日本スポーツ振興センター（JSC）によって運営される日本で唯一の総合スポーツ博物館。オリンピックと日本のスポーツ史を中心とする展示場とスポーツに関する本や雑誌を公開する専門図書館とから成り立っている。国立霞ヶ丘競技場の改築に伴い、展示室は2013年5月7日から、図書館は同年12月27日から休館している。

## 概要
「スポーツの宮様」として広く国民に親しまれた秩父宮雍仁親王が1953年に薨去。ほどなく、スポーツ関係者有志の間で「秩父宮記念館」を作ろうという動きが出るに至った。それと相前後するように、オリンピック東京誘致のために明治神宮外苑競技場を国立競技場に立て替える計画が浮上し、新たな競技場の中に秩父宮を記念する博物館が設立されることとなった。
開館は国立霞ヶ丘競技場完成翌年の1959年1月6日。秩父宮の命日にあたる1月4日は日曜で、翌日は官公庁の御用始めにあたるため、七周忌から二日ずれたわけである。
名前から秩父宮ラグビー場の中にあるように誤解されることも多いが、入口は国立霞ヶ丘競技場電光掲示板裏側の真下ぐらいのところに位置していた。競技場で催物が開催されていないときは、スタンドから競技場内部を見ることもできた。
2011年夏より日本スポーツ振興センター本部事務所の手狭さを理由に展示場の3分の1が他部署の事務所として転用されることとなり、企画展のためのスペースがなくなるとともに、紀要と広報誌を兼ねた性格を持つ『スポーツ文化』という出版物の刊行も中止されることとなった。
2013年5月7日から休館。当初は建て替え後の国立競技場に移転の予定で、暫定的に東京都足立区綾瀬の倉庫を拠点として、図書館機能など部分的なサービスを断続的に実施していたが、後述の理由により2022年3月に千葉県船橋市の倉庫にふたたび全資料を移転させることとなり、以後、対外的なサービスは停止したままとなっている。
なお、国立競技場の総工費削減のために行われた設計変更を含む大幅な整備計画の見直しにより、新しい競技場内には「秩父宮関連資料を展示するスペース」のみを設置することとする閣議決定が行われたが、そのスペースは、2022年1月に「秩父宮記念ギャラリー」としてオープンするに至った。しかし、それ以外の資料の公開方法や今後の再開館の予定等については未定のままである。

## 迷走
2017年度当時のスポーツ庁の政策課長であった人物がスポーツ博物館の廃止を強硬に主張した結果、資料購入費はゼロとなり、この課長異動後の2018年4月以降、しばらく一切の対外的サービスを行わない状態が続くこととなった。この時点で、国立情報学研究所のCiniiに登録していた数万点の書誌情報は一旦削除されている。
このことに対し、資料散逸の危機感をもった日本スポーツ体育健康科学学術連合傘下の44団体の連名により「秩父宮記念スポーツ博物館・図書館所蔵スポーツ関連資料の保存と有効な活用に関する要望について」という文書が提出される。これを受け、急遽JSC内に「スポーツ博物館将来構想検討会議」という審議会が発足し、翌2019年4月にその結論となる「スポーツ博物館将来構想」が公表された。この「将来構想」により、スポーツ博物館を存続させることが公に宣言された形となったが、再開に向けての具体的なロードマップは示されていない。
また、五輪終了後の2021年秋の会計検査によって、「足立区綾瀬の倉庫が、水害の発生時に浸水が懸念される地域内にあって、移転時に資料の保管に適さない不適切な物件の契約を行っていた」という指摘が行われ、2014年に行われた移転自体が不適切な処置であったことが明らかとなり、その対応のため、2022年3月に千葉県船橋市の倉庫にふたたび全資料を移転させることとなった。

## 盗難
- 2010年3月14日未明、展示されていた第1回近代オリンピックアテネ大会の優勝メダルが盗難に遭っている。盗難されたメダルはドイツのヘルマン・ヴァインゲルトナーが体操競技の鉄棒種目で優勝し獲得したもので、日本びいきだった選手の遺族が東京五輪開催にあたり「最も優れた成績を残した選手に」と寄贈したもので結果、東京五輪で日本人で初めて体操・個人総合で優勝した遠藤幸雄に贈られたものだった。これは1994年に日本オリンピック委員会に寄贈され、それ以来博物館内に展示されていたものだった。四谷署は被害届を受理し、遠藤幸雄の遺族も「返していただきたい」と語っている[8]。